# 傑里·尼爾森
傑里·尼爾森（英語：Jerry Nelson，1944年1月15日—2017年6月10日），美國天文學家，以進行開創性的拚合鏡面望遠鏡，讓他在2010年獲得科维理奖的天体物理學獎。
他是凱克望遠鏡的主要設計者和專案科學家。

## 教育
尼爾森在1944年1月15日誕生於洛杉磯郡。在1960年成為一所高中學校的學生， 但尼爾森早在參加科學夏令營時就師從天文學家Paul Routly和喬治·阿貝爾，接受了天文學教育。他是在Kagel Canyon成長，第一位去讀大學的小孩。
他於1965年在加州理工學院獲得物理學識的學位，在1972年得到加州大學柏克萊分校的粒子物理學博士學位。在加州理工學院，他協助設計和建造了一架1.5（59英寸）的望遠鏡。

## 生涯
在1977年，當尼爾森在勞倫斯伯克利國家實驗室的物理部門工作時，他被任命組成一個五人委員會，來設計10公尺口徑的望遠鏡，這是當時最大口徑望遠鏡的兩倍大。他得出的結論是只有明智的分段設計，才能克服結構性上的困難。他設計了36片六角形鏡片，每一片的直徑是6英尺，厚3英吋。這成就了兩架10公尺的凱克望遠鏡。

" 海爾望遠鏡是當時非常有創意的，但是工藝不斷的進步 －或至少有一部分工藝已經推展至其極限－ 但是光學望遠鏡還沒有走向下坡。這是再向前邁進的時刻，而不只是在舊的技藝上有所改進。"

 —傑里·尼爾森
解決部分結構上的問題，但創建一種新的還涉及各段的對齊方式。為了處理這些，尼爾森提供168個電子感應器安裝在組合的六角形鏡子邊緣，和使用108個電機驅動器的調整機制的設計，用來調整鏡像系統讓鏡面保持正確的形狀。
他的建議遭到懷疑，因為這太複雜了，而且是前所未有的設計工作。最終，尼爾森建造了工作的原始模型，消除了大眾的疑慮。
尼爾森在1994年成為聖塔克魯茲加利福尼亞大學的教授；在1999年，他是UCSC的自適應光學中心的創始主任。
在2010年，他因為拼接鏡面的工作，分享了Kavli Prize的百萬美元獎金。

"這是最當之無愧的獎。傑里尼爾森發明的拼接鏡面，以他的設計建造的凱克望遠鏡是天文學上的革命；他繼續他出色的工作，在自適應光學系統，和即將引領風騷的30公尺望遠鏡專案，都將在他的領導下再次改變天文學。他的工作可能讓天文學在這個時代有令人難以置信的發現。"

 —UCSC名譽校長George R. Blumenthal。
尼爾森在2017年6月10日於聖塔克魯茲過世，享壽73歲。

## 獲獎
- 1995丹尼·海因曼天体物理学奖[14]
- 1995年加州理工學院傑出校友[15]
- 1996年榮獲美國光學學會的約瑟夫·弗勞恩霍夫獎（Joseph Fraunhofer Award），和羅伯特·白勒煙獎（Robert M. Burley Prize） [3]
- 1998年榮獲法國科學院最高獎勵的安德列布魯諾獎（Grand Prix Andre Lallemand awarded）[16]
- 2010年的科维理天体物理学奖[17]
- 2012年獲得富蘭克林研究所的電機工程富蘭克林獎章[18]。

## 外部連結
- Nelson's page at UCSC Astronomy and Astrophysics
- Nelson's page at UCSC Astrophysical & Planetary Sciences